# روبرت سنگستاک
روبرت سنگستاک (انگلیسی: Robert A. Sengstacke؛ ۲۹ مهٔ ۱۹۴۳ – ۷ مارس ۲۰۱۷) عکاسی خبری اهل ایالات متحده آمریکا بود که به خاطر خبرنگاری در جریان جنبش فعالیت مدنی در روزنامهٔ شیکاگو دیفندر جایزه کسب کرد.
او به خاطر گرفتن عکس چهره از مارتین لوتر کینگ و دیگر رهبران برجسته جنبش مدنی، معروف شد. بعد از بازنشسته شدن از شغل خبرنگاری در سال ۲۰۱۵، به شهر ایندیانا رفت و در همان‌جا در سال ۲۰۱۷ در سن۷۳ سالگی بر اثر بیماری در گذشت.

## زندگی و تحصیلات
در سال ۱۹۴۳ به دنیا آمد. خانواده او صاحب روزنامه در شیکاگو بود. تحصیلات ابتدایی خود را در شیکاگو به پایان رساند و از دانشگاه شیکاگو فارغ‌التحصیل شد.

## شغل حرفه‌ای
او از سن ۱۶ سالگی در روزنامهٔ خانوادگی خود شروع به کار کرد و در کالیفرنیا شروع به عکاسی سیاه و سفید کرد. سپس به شیکاگو برگشت و در جنبش هنر سیاه پوستان و جنبش حقوق مدنی شرکت کرد.
در سال ۱۹۷۴ رئیس روزنامهٔ سنگستاک و روزنامهٔ شیکاگو دفندر شد.

## شیکاگو دیفندر
شیکاگو دفندر یک روزنامه برای طیف مردم آفریقایی- آمریکایی بود که در سال ۱۹۰۵ توسط روبرت سنگستاک آبوت تهیه و تأسیس شد که نوهٔ او پدر روبرت سنگستاک است.
او توانست این روزنامه را از هفتگی به چاپ روزانه تبدیل کند که برای ۶۰ سال چاپ می‌شد. در این روزنامه او تلاش می‌کرد که فرهنگ سیاه پوستان را تبلیغ کرده و از جنبش دفاع مدنی حمایت کند.

## کارهای مهم
او بخاطر عکاسی خبری جایزه دریافت کرد. بخاطر عکس چهره که از مارتین لوتر کینگ، مالکوم ایکس و محمدعلی کلی گرفته بود، مشهور شد.
او روی پروژه‌ای به نام دیوار احترام کار کرد که حاوی عکس‌های بزرگی از آفریقایی-آمریکایی‌هایی بود که در جریان جنبش سیاه پوستان اعتراض می‌کردند. کارهای او در روزنامه‌های معتبر و همچنین تلویزیون و تئاتر مورد توجه بود.
عکس‌های او در نمایشگاه‌های معتبر و بزرگ دنیا به نمایش گذاشته شده‌است. در سال ۱۹۶۹ در نمایشگاه شیکاگو به نمایش گذاشته شد. آثار او در مجسمه آزادی، مؤسسه اسمیتسونین و موزه علمی و صنعتی در شیکاگو به نمایش گذاشته شده‌است.